# Joseph Bara

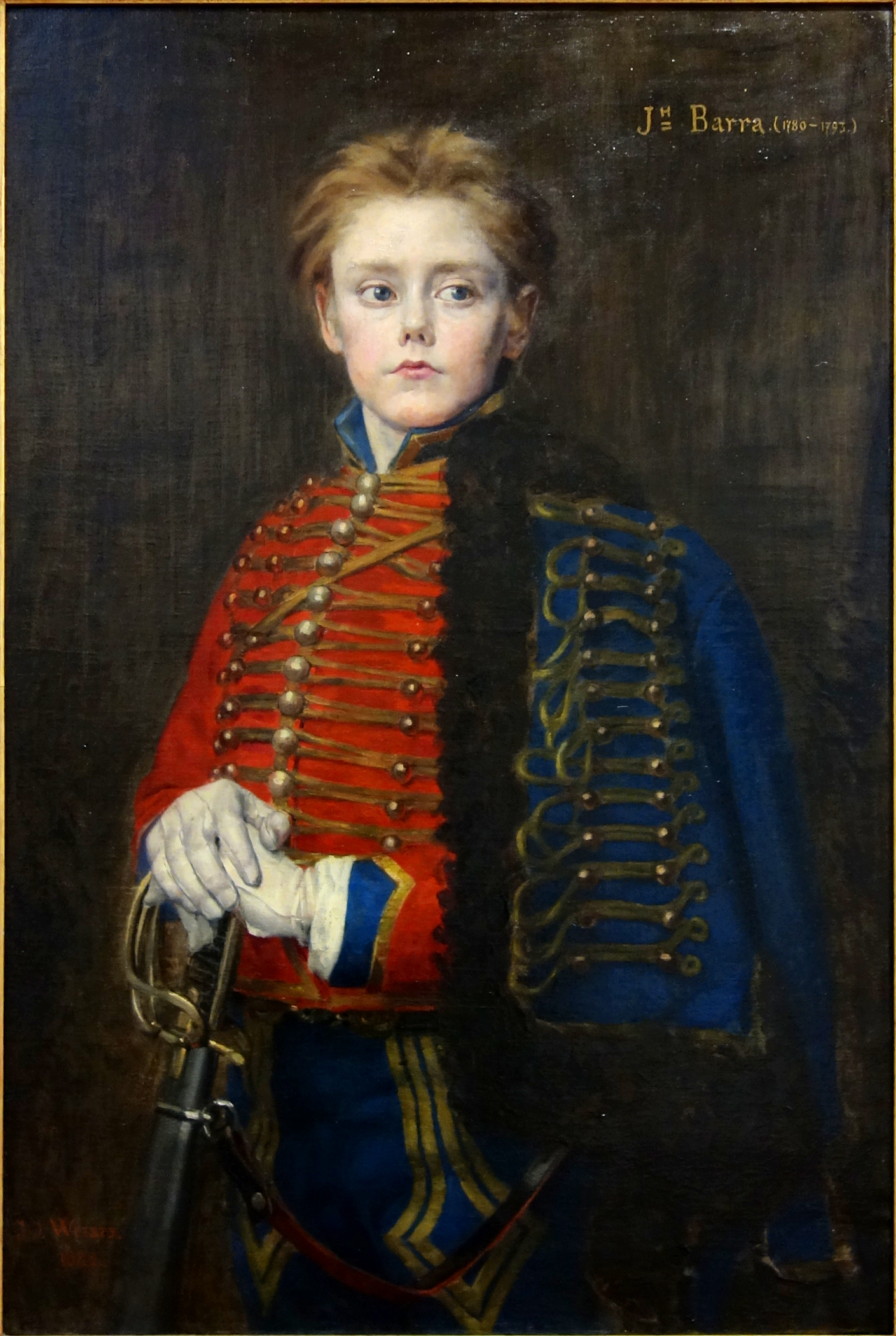
Joseph Bara

Joseph Bara, soms ook wel Barra (Palaiseau, 30 juli 1779 – Jallais, 7 december 1793) was een minderjarige Franse republikeinse soldaat tijdens de Franse Revolutie en de Eerste Coalitieoorlog. 
Hij was aanvankelijk te jong om in een leger te dienen, maar hij bood zichzelf als vrijwilliger aan om mee te vechten tegen de contrarevolutionairen in de Opstand in de Vendée. Na zijn dood stuurde generaal Jean-Baptiste Desmarres een brief naar de Nationale Conventie waarin hij breed uitmat hoe de zeer moedige revolutionair Joseph Bara beestachtig werd afgeslacht door de contrarevolutionairen. "Zelfs een kind is niet heilig voor ze," schreef hij verachtend.
De dood van de jongen werd als propagandastunt gebruikt door Maximilien de Robespierre, die de marteldood prees als "alleen Frankrijk heeft minderjarige helden". Er werden zelfs legendes over hem verteld en geschreven in schoolboeken. Zo zou Bara door Franse royalisten zijn ontvoerd en gemarteld. Hij moest "lang leve de koning" roepen, maar zijn laatste woorden zouden "lang leve de republiek" zijn geweest. In 1794 schilderde de revolutionaire schilder Jacques-Louis David het portret La Mort de Barra (de dood van Bara). 

## Pavlik Morozov
Historici denken dat het verhaal van Pavlik Morozov op dat van Joseph Bara is gebaseerd.  Stalin had hierin de propagandatactiek van Robespierre gebruikt. Morozov werd vermoord door familieleden nadat hij zijn vader, een boer die graan achterover had gedrukt, had aangegeven bij de NKVD.

## Afbeeldingen

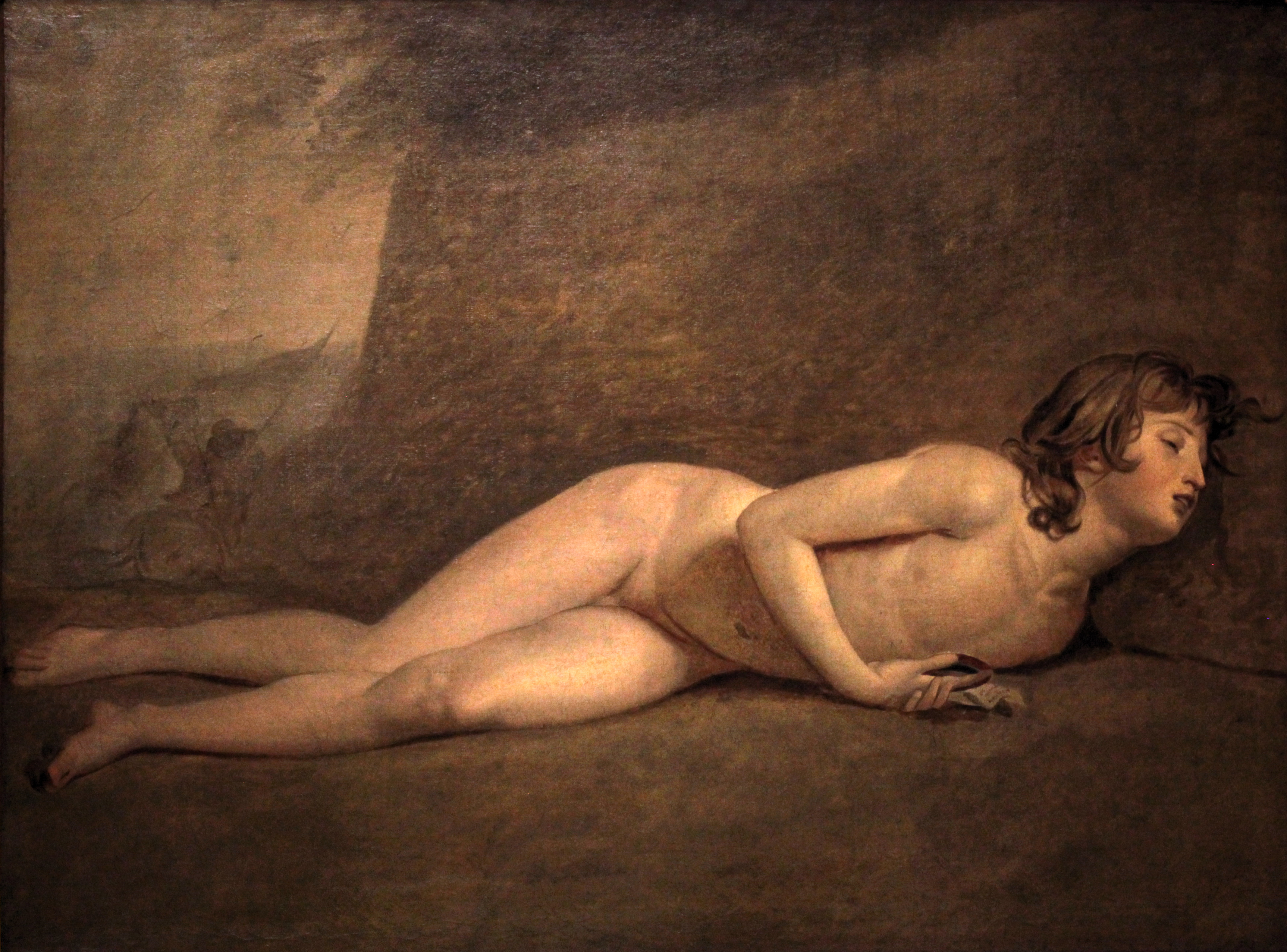
De dood van Bara door Jacques-Louis David
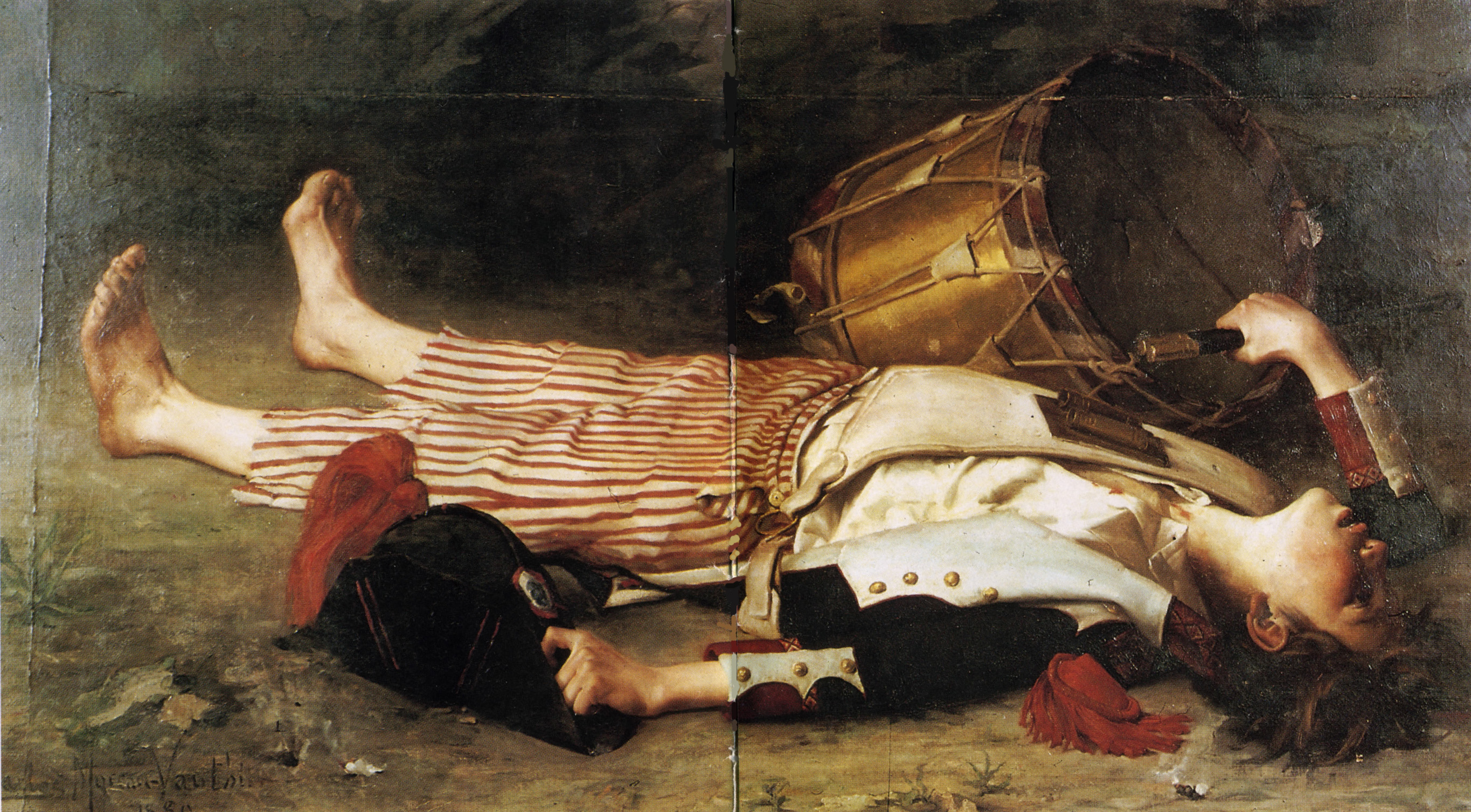
De overleden Bara
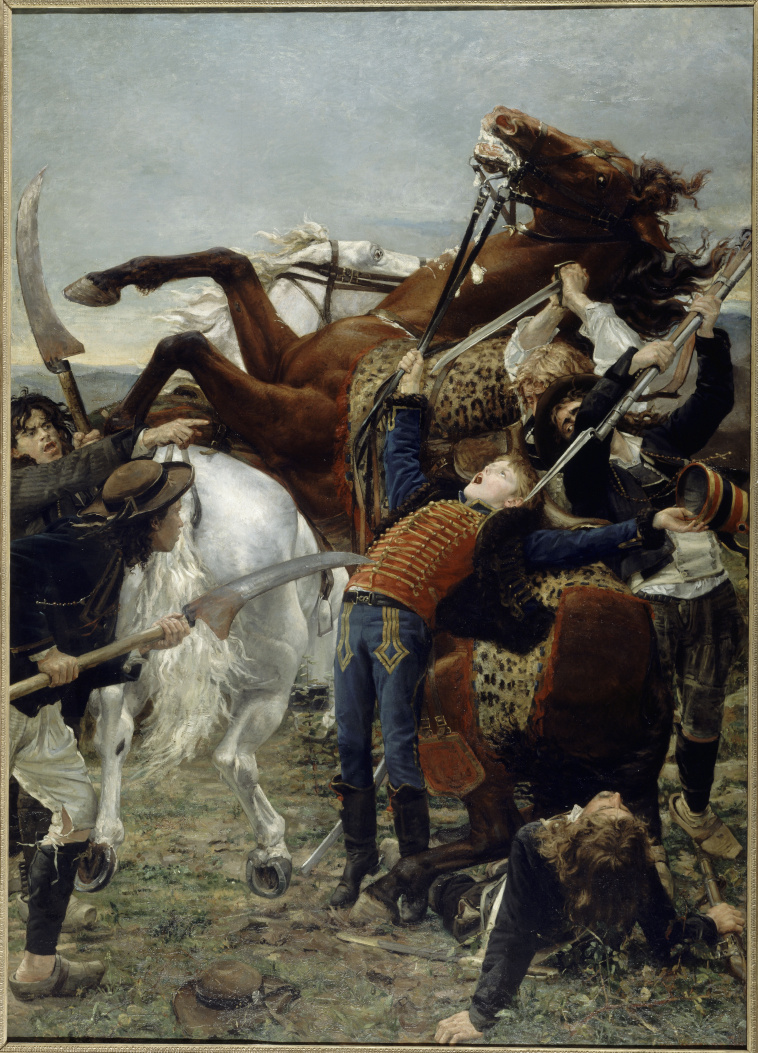
Moment van de dood van Bara
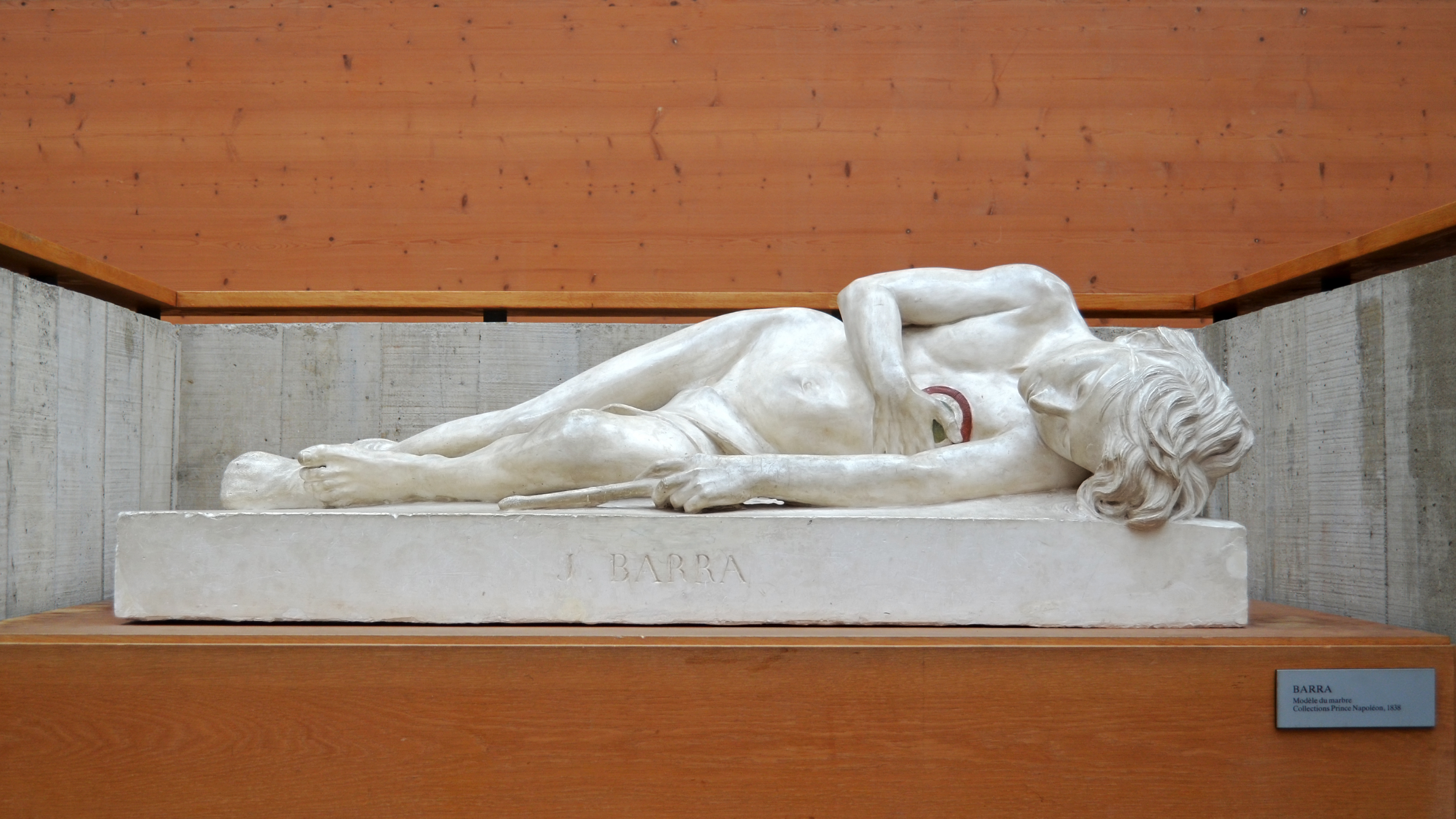
Bara, David d'Angers (1838)